# Чудиново (Челябинская область)
Чуди́ново — село в Октябрьском районе Челябинской области. Административный центр и единственный населённый пункт Чудиновского сельского поселения.

## География
Село расположено рядом с границей Челябинской и Курганской областей, в окружении озёр Барацкого, Сулемень и Басунова. Расстояние до районного центра села Октябрьского — 32 км.

## Население
| 2002 | 2010 | 2011 | 2012 | 2013 | 2014 | 2015 |
| ---- | ---- | ---- | ---- | ---- | ---- | ---- |
| 771  | ↘556 | ↘555 | ↘535 | ↘530 | →530 | ↗533 |
| 2016 | 2017 | 2018 | 2019 | 2020 | 2021 |      |
| ↘531 | ↘521 | ↘509 | ↘500 | ↘480 | ↘456 |      |

```
По данным 
Всероссийской переписи
, в 2010 году численность населения села составляла 556 человек (249 мужчин и 307 женщин).
```

## Улицы
Уличная сеть села состоит из 12 улиц.